# Jan Halvarsson
Jan Halvarsson (né le 26 décembre 1942 à Östersund et mort le 5 mai 2020) est un fondeur suédois.

## Palmarès

### Jeux olympiques
| Épreuve / Édition | Grenoble 1968 |
| 15 km             | 5e            |
| 30 km             | 12e           |
| 50 km             | 7e            |
| 4 × 10 km         | Argent        |

### Championnats du monde
| Épreuve / Édition | Vysoke Tatry 1970 |
| 4 × 10 km         | Bronze            |